# پادشاه ته هیونسوک
ده هیون سوک (مرگ ۸۹۴) سیزدهمین پادشاه بالهه بود. او نوه ده گون هوانگ بود؛ که از ۸۷۱ تا ۸۹۴ سلطنت کرد. بعد از وی ده وی هه به پادشاهی رسید.